# Lacadée
Lacadée település Franciaországban, Pyrénées-Atlantiques megyében. Lakosainak száma 145 fő (2022. január 1.). Lacadée Hagetaubin, Labeyrie, Mesplède és Sault-de-Navailles községekkel határos.

## Népesség
A település népességének változása:
| Lakosok száma | 159  | 162  | 163  | 155  | 152  | 152  | 148  | 146  | 145  |
|               | 2013 | 2015 | 2016 | 2017 | 2018 | 2019 | 2020 | 2021 | 2022 |